# Kinta (Oklahoma)
Kinta és un poble dels Estats Units a l'estat d'Oklahoma. Segons el cens del 2000 tenia 243 habitants.

## Demografia
Segons el cens del 2000, Kinta tenia 243 habitants, 104 habitatges, i 68 famílies. La densitat de població era de 148,9 habitants per km².
Dels 104 habitatges en un 26,9% hi vivien nens de menys de 18 anys, en un 55,8% hi vivien parelles casades, en un 6,7% dones solteres, i en un 33,7% no eren unitats familiars. En el 29,8% dels habitatges hi vivien persones soles el 20,2% de les quals corresponia a persones de 65 anys o més que vivien soles. El nombre mitjà de persones vivint en cada habitatge era de 2,34 i el nombre mitjà de persones que vivien en cada família era de 2,91.
Per edats la població es repartia de la següent manera: un 22,6% tenia menys de 18 anys, un 9,5% entre 18 i 24, un 25,1% entre 25 i 44, un 22,6% de 45 a 60 i un 20,2% 65 anys o més.
L'edat mediana era de 39 anys. Per cada 100 dones de 18 o més anys hi havia 77,4 homes.
La renda mediana per habitatge era de 26.111 $ i la renda mediana per família de 32.083 $. Els homes tenien una renda mediana de 25.625 $ mentre que les dones 13.750 $. La renda per capita de la població era de 13.960 $. Entorn del 8,5% de les famílies i el 10,3% de la població estaven per davall del llindar de pobresa.

## Poblacions més properes
El següent diagrama mostra les poblacions més properes.